# Dolní Dunajovice
Dolní Dunajovice là một làng thuộc huyện Břeclav, vùng Jihomoravský, Cộng hòa Séc.